# Sinh (abbigliamento)

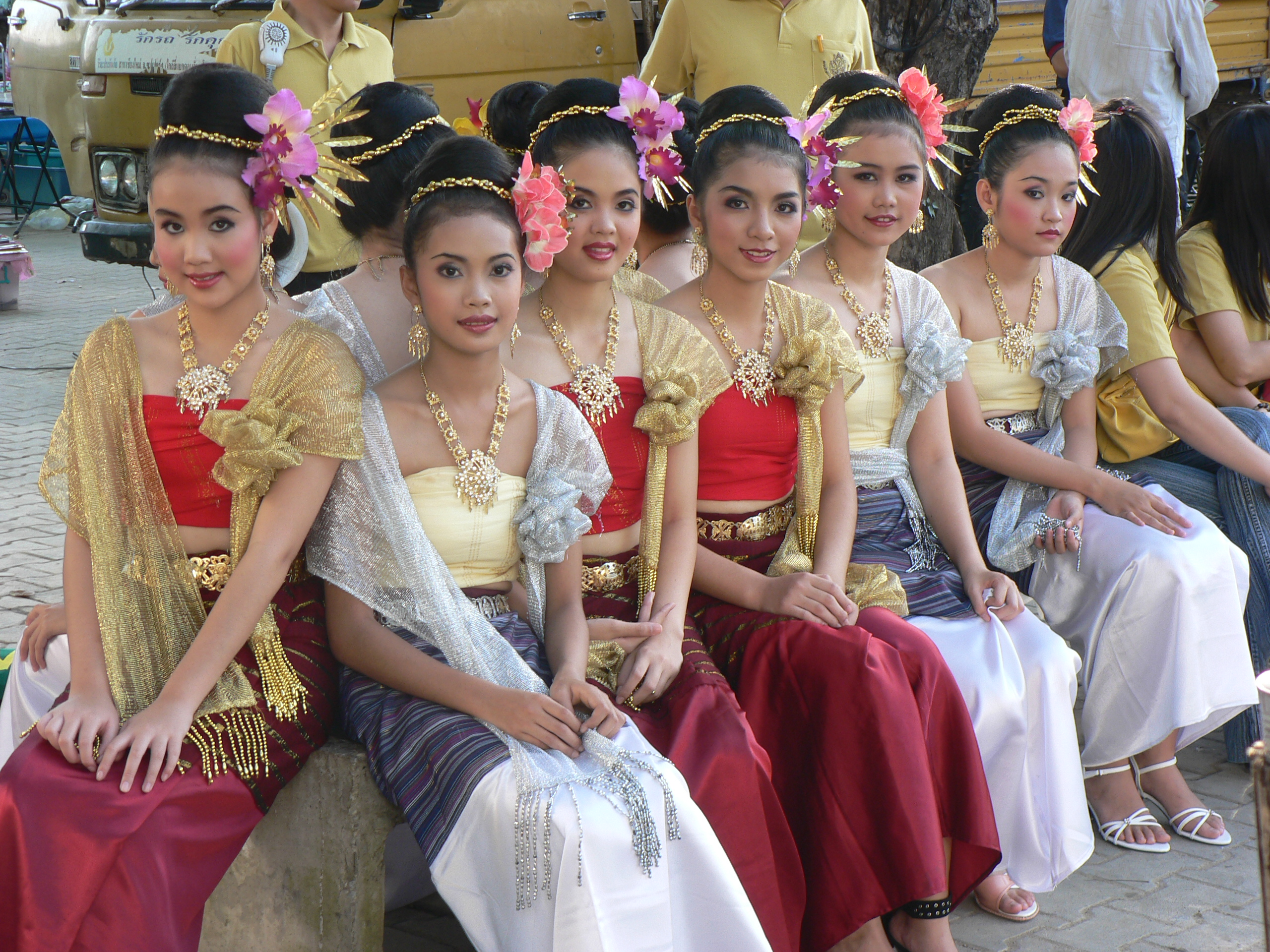
Il sinh indossato da alcune ragazze a Chiang Mai, nel nord della Thailandia

Il sinh (in lao: ສິ້ນ, [sȉn]; in thailandese ซิ่น, sin, [sîn], o più comunemente ผ้าซิ่น, traslitterato pha sin; in tai nuea: ᥔᥤᥢᥲ) è una gonna a tubo tradizionale fatta a mano, di seta o di cotone, indossata dalle donne laotiane o thailandesi, in particolare del nord e nord-est. Il motivo presente su di essa può indicare la regione di provenienza di chi lo indossa.
In Thailandia, il sinh viene indossato principalmente in occasione di eventi speciali; nel Laos, invece, la gonna viene indossata più comunemente.

## Descrizione
Il sinh è composto da tre parti:

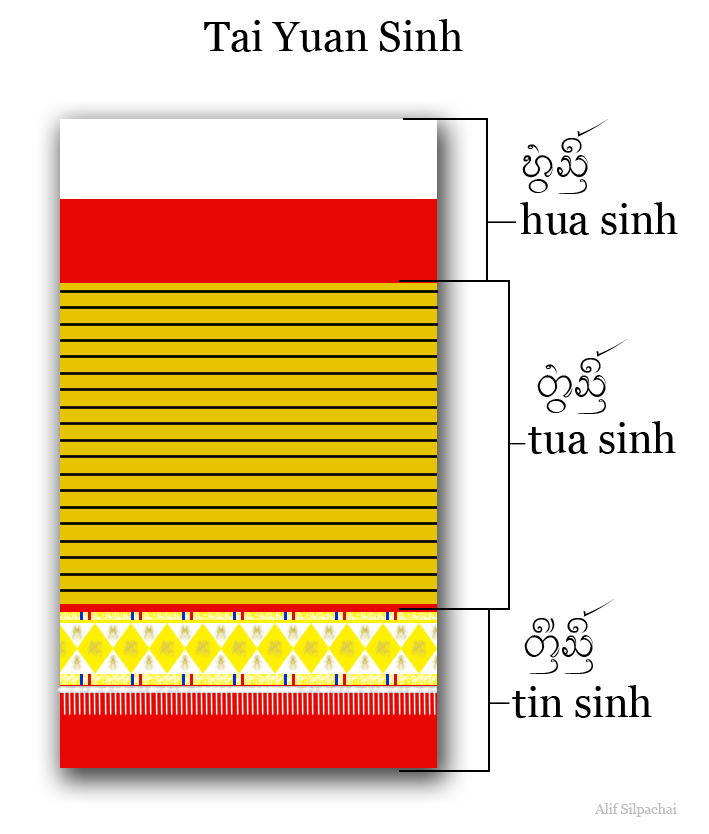
Un sinh tai yuan

- hua sinh (in lao: ຫົວສິ້ນ, lett. "la testa del sinh") è la parte della cintura, tipicamente piegata e nascosta;
- phuen sinh (in lao: ພື້ນສິ້ນ) o tua sinh (in thailandese ตัวซิ่น, lett. "il corpo del sinh") è la parte centrale del sinh, che tipicamente non presenta dettagli. Spesso vengono utilizzati solamente due colori;
- tin sinh (in lao: ຕີນສິ້ນ, lett. "il piede del sinh") è l'orlo, tipicamente tesso in modo fitto molto dettagliatamente. I dettagli presenti in questa parte spesso indicano la provenienza del sinh.

La gonna è realizzata in seta o cotone intrecciato a mano. Sono disponibili in diverse trame e disegni, spesso creati nelle zone rurali. Le versioni in seta possono costare oltre 50 000 baht per pezzo, in particolare se create da un noto tessitore tradizionale; i tessuti meno costosi costano circa 3 000 baht.